# Emmanuel Tois
Emmanuel Tois, né le 28 septembre 1965 au Petit-Quevilly, est un prélat catholique français, évêque auxiliaire de Paris depuis le 17 octobre 2023.

## Biographie
Né au Petit-Quevilly le 28 septembre 1965, il grandit dans une famille non pratiquante. À sa majorité, ses parents lui demandent de faire des études avant de s'engager en vue du sacerdoce. C'est ainsi qu'il suit des études de droit, puis devient magistrat, notamment comme conseiller référendaire à la Cour de cassation. 
Il entre au séminaire de l'archidiocèse de Paris en 2006, et est ordonné comme prêtre le 30 juin 2012. Il a été curé de la paroisse Notre-Dame du-Rosaire de 2017 à 2021. Nommé vicaire général en septembre 2021, il est chargé de la prévention et de la gestion des abus au sein du diocèse depuis septembre 2023.

## Évêque
Le 17 octobre 2023, il est nommé évêque auxiliaire de Paris, et titulaire de Vertara (de). Il est consacré évêque le 17 novembre 2023 par Laurent Ulrich, archevêque métropolitain de Paris, assisté de Jean-Yves Nahmias, évêque de Meaux et Philippe Marsset, évêque auxiliaire de Paris, en présence de Celestino Migliore, nonce apostolique en France, en l’église Saint-Sulpice de Paris.

## Distinctions
- Chevalier de l'ordre national du Mérite (décret du 14 novembre 2006)